# Saddle River
Saddle River is een plaats (borough) in de Amerikaanse staat New Jersey, en valt bestuurlijk gezien onder Bergen County.

## Demografie
Bij de volkstelling in 2000 werd het aantal inwoners vastgesteld op 3201.
In 2006 is het aantal inwoners door het United States Census Bureau geschat op 3786, een stijging van 585 (18,3%).

## Geboren
- Jamie McShane (1963), acteur

## Geografie
Volgens het United States Census Bureau beslaat de plaats een oppervlakte van
12,9 km², geheel bestaande uit land.

## Plaatsen in de nabije omgeving
De onderstaande figuur toont nabijgelegen plaatsen in een straal van 8 km rond Saddle River.